# Conselleria de Medi Ambient de la Generalitat Valenciana
La Conselleria de Medi Ambient de la Generalitat Valenciana ha estat un departament o conselleria del Consell Valencià creat a la III Legislatura (1991-1995).
Les competències en la matèria varen ser fusionades amb la conselleria d'Agricultura a la següent legislatura (1995-1999) i es crea el departament d'Agricultura i Medi Ambient dirigit per Maria Àngels Ramón-Llin. No finalitzà la legislatura ja que l'any 1997 recupera el rang de conselleria fins que l'any 2003 (IV Legislatura) perd el nom amb el qual va nàixer (Medi Ambient) per tal de dir-se conselleria de Territori i Habitatge (per l'agregació de competències). El 2007 segueix agregant competències i passa a ser coneguda amb el nom de Medi Ambient, Aigua, Urbanisme i Habitatge i el 2011 Conselleria de Infraestructures, Territori i Medi Ambient.
L'any 2015 es dissocia de les competències que fins al moment havia anat agregant per unir-se a la conselleria d'Agricultura de nou amb la denominació d'Agricultura, Medi Ambient, Canvi Climàtic i Desenvolupament Rural que quatre anys més tard modificà a Agricultura, Desenvolupament Rural, Emergència Climàtica i Transició Ecològica.
En el moment actual (XI Legislatura) s'integra a la Conselleria de Medi Ambient, Aigua, Infraestructures i Territori.

## Llista de Conselleres i Consellers
| Legislatura | Nom                           | Inici                | Fi                   | Partit |
| ----------- | ----------------------------- | -------------------- | -------------------- | ------ |
| III         | Antoni Escarré Esteve         | 16 de juliol de 1991 | 12 de juliol de 1993 | PSPV   |
| III         | Emèrit Bono i Martínez        | 12 de juliol de 1993 | 6 de juliol de 1995  | PSPV   |
| IV          | José Manuel Castellá Almiñana | 24 de febrer de 1997 | 23 de juliol de 1999 | UV     |
| V           | Fernando Modrego Caballero    | 23 de juliol de 1999 | 21 de juny de 2003   |        |